# Romano Electro
Romano Electro este o companie care produce, instalează și comercializează sisteme de alarmă antiefracție și anti-incendiu.
A fost înființată în 1991 de patru ingineri electroniști.
Printre produsele fabricate de companie se numără centrale cu telecomandă radio pentru apartamente, centrale convenționale cu 4-16 zone de supraveghere, comunicator GSM și dispecerat pentru monitorizare pe linie telefonică a sistemelor de alarmă, dar și sisteme de control al accesului și alarme auto.
Romano Electro deține și firma româno-americană Romano Electro International.
Cifra de afaceri în 2003: 5 milioane euro